# Доротея фон Саксония-Лауенбург (1511 – 1571)
Доротея фон Саксония-Лауенбург (на немски: Dorothea von Sachsen-Lauenburg; на датски: Dorothea af Sachsen-Lauenburg; * 9 юли 1511, Лауенбург; † 7 октомври 1571, Зондербург, Sønderborg) от род Аскани, е принцеса от Саксония-Лауенбург-Ратцебург и чрез женитба кралица на Дания и Норвегия (1534 – 1559).

## Биография
Тя е най-възрастната дъщеря на херцог Магнус I фон Саксония-Лауенбург (1470 – 1543) и съпругата му Катарина (1488 – 1563), дъщеря на херцог Хайнрих I от Брауншвайг-Волфенбютел. По-големият ѝ брат Франц I е херцог на Саксония-Лауенбург и се жени през 1540 г. за Сибила Саксонска. Сестра ѝ Катарина се омъжва през 1531 г. за крал Густав I Васа от Швеция.
Доротея се омъжва на 14 години на 29 октомври 1525 г. в Лауенбург за бъдещия крал на Дания Кристиан III (1503 – 1559, упр. от 1534 г.). Нейната зестра е 15 000 гулдена. Те живеят първо в Хадерслебен, където Кристиан резидира като щатхалтер на херцогствата Шлезвиг и Холщайн.

## Деца
- Дете (*/† 1532)
- Анна (1532 – 1585)

∞ 1548 курфюрст Август Саксонски (1526 – 1586)
- Фредерик II (1534 – 1588), от 1559 крал на Дания

∞ 1572 принцеса София фон Мекленбург (1557 – 1631)
- Магнус (1540 – 1583), херцог на Шлезвиг-Холщайн, крал на Ливония

∞ 1573 принцеса Мария Владимировна Старицка от Русия (1560 – 1611)
- Йохан (1545 – 1622), херцог на Шлезвиг-Холщайн-Зондербург

∞ 1. 1568 принцеса Елизабет фон Брауншвайг-Грубенхаген (1550 – 1586)
∞ 2. 1588 принцеса Агнес Хедвиг фон Анхалт (1573 – 1616)
- Доротея (1546 – 1617)

∞ 1561 херцог Вилхелм V фон Брауншвайг-Люнебург (1535 – 1592)